# Suwari waza
Suwari waza (座り技) é o treinamento de golpes e deslocamentos em posição genuflexa, que, em razão de o centro de gravidade estar mais baixo, proporciona uma nova cércea para o aprendizado.